# پنی ۱۲۲۲۷
سیارک ۱۲۲۲۷ (به انگلیسی: 12227 Penney، نامگذاری:1985TO3) دوازده هزار و دویست و بیست و هفتمین سیارک کشف شده‌است که در ۱۱ اکتبر ۱۹۸۵ کشف شد.
قدر مطلق سیارک برابر ۱۷.۰ است.